# 石粉粘土

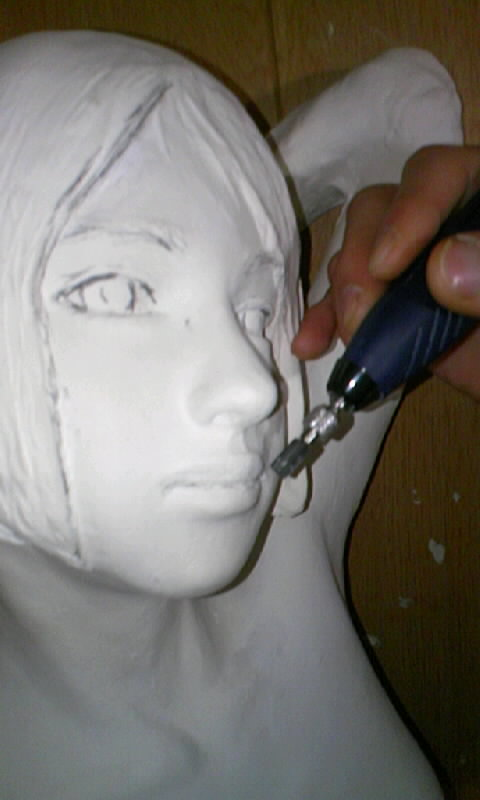
石粉粘土による人体像の製作

石粉粘土（せきふんねんど）とは、石を粒の均等な粉状に砕き、接着剤など薬品を混ぜて粘土状にしたもの。
粘土と同様に自由な造型が可能であり、以下の特性から様々な造型に用いられる。
- 手につきにくい
- 外気に触れた状態で放置すると硬化する
- 硬化後はある程度の強度を持ち、削りが可能
- 硬化後は硬化前よりも軽くなる

彫刻において、削りすぎても何度でもやり直しがきくため、塑像製作に適している。

## 代表的な石粉粘土
- フォルモ：株式会社パジコの製品。手芸、ホビー用に幅広く使われる。比重、仕上がりに変化のあるバリエーション製品が豊富。
- ラドール：株式会社パジコの製品。フォルモより肌理が細やか。
- ファンド：株式会社ボークス[注 1]の製品。硬化後に非常に硬くなる。フィギュア製作に使われることが多い。また、薄くよく伸び、フィギュアの服などの造型にも適している。硬化後のバリエーション製品がいくつかある。
- Mr.クレイ：株式会社GSIクレオスの製品。軽量タイプとハードタイプがある。軽量タイプはぱさ付きやすいが、他の製品に比べてかなり軽量。